# Silvana (voleibolista)
Silvana Kühl da Silva(São Paulo, 13 de maio de 1964) é uma ex-voleibolista indoor brasileira que integrou a Seleção Brasileira Feminina de Voleibol na medalha de prata dos Jogos Pan-Americanos de 1991 em Havana- Cubae atuou no voleibol japonês.Em clubs conquistou a medalha de ouro no Campeonato Sul-Americano de Clubes de 1994 na Colômbia

## Carreira
Iniciou sua carreira aos 10 anos de idade e desde 1989 começou a alternar temporadas de 6 meses no Brasil e 6 meses no Japão, jogou ao lado de Isabel Descendente de alemães e portugueses. Com 21 anos dedicados ao vôlei diante das dificuldades enfrentadas no voleibol japonês pensou em encerrar a carreira, mas aceitou defender o Leite Moça equipe com a qual conquistou muitos títulos.Casou em 2005 e atualmente mora em São Paulo.
Pelo Colgate/São Caetano disputou a edição do Campeonato Sul-Americano de Clubes de 1994 em Medellín e conquistou a medalha de ouro e recebeu o prêmio de Melhor Atacante da competição.
Defendeu as cores do AABB/SP,S.C.Juiz de Fora,Davene/Paulistano, Pirelli/Santo André, Pinheiros/Transbrasil, Lufkin/Sorocaba, Colgate/Palmolive, Leite Moça/Sorocaba, Pão de Açúcar/Colgate, e os clubes japoneses Toshiba de Tsuruymi.

## Títulos e resultados
- Campeonato Mineiro:1984

## Premiações individuais
- Melhor Atacante do Campeonato Sul-Americano de Clubes de 1994[5]